# V.League 1 2024-25
La temporada 2024-25 de la V.League 1 de Vietnam fue la 42.ª temporada de la máxima categoría del fútbol en Vietnam desde 1980. Comenzó el 14 de septiembre de 2024 y finalizó el 22 de junio de 2025.
Para esta temporada se mantuvo el sistema de competencia bianual, de otoño a primavera, algo que no se utilizaba desde el año futbolístico 2001-02 y fue reutilizado desde la temporada 2023-24. Esto en consonancia con los cambios de calendario en las competencias internacionales de la AFC.
El Thép Xanh Nam Định fue el campeón defensor de la competición. Este equipo revalidó su campeonato esta temporada, consiguiendo de esa forma su tercer título.

## Equipos participantes

### Intercambio de plazas
| Pos. | Ascendido de la V.League 2 2023-24 |
| ---- | ---------------------------------- |
| 1.°  | SHB Đà Nẵng                        |

| Pos. | Descendido a la V.League 2 2024-25 |
| ---- | ---------------------------------- |
| 14.° | Khatoco Khanh Hoa                  |

### Información
| Equipo                | Localización     | Estadio              | Capacidad |
| --------------------- | ---------------- | -------------------- | --------- |
| Becamex Binh Duong    | Thủ Dầu Một      | Gò Đậu Stadium       | 13,035    |
| Đông Á Thanh Hóa      | Thanh Hoa        | Thanh Hóa Stadium    | 12,000    |
| Hải Phòng FC          | Haiphong         | Lạch Tray Stadium    | 30,000    |
| Cong An Hanoi FC      | Hanoi            | Hàng Đẫy Stadium     | 22,500    |
| Hà Nội FC             | Hanoi            | Hàng Đẫy Stadium     | 22,500    |
| The Cong-Viettel FC   | Hanoi            | Mỹ Đình Stadium      | 40,200    |
| Ho Chi Minh City FC   | Ho Chi Minh City | Thống Nhất Stadium   | 16,000    |
| Hoang Anh Gia Lai FC  | Pleiku           | Pleiku Stadium       | 12,000    |
| Hong Linh Ha Tinh FC  | Ha Tinh          | Hà Tĩnh Stadium      | 20,000    |
| Quang Nam FC          | Quang Nam        | Tam Kỳ Stadium       | 15,000    |
| Quy Nhơn Bình Định FC | Quy Nhơn         | Quy Nhơn Stadium     | 15,000    |
| SHB Đà Nẵng           | Da Nang          | Hòa Xuân Stadium     | 20,500    |
| Song Lam Nghe An FC   | Vinh             | Vinh Stadium         | 18,000    |
| Thep Xanh Nam Dinh FC | Nam Định         | Thiên Trường Stadium | 30,000    |

## Tabla de posiciones
| Pos. | Equipo                 | Pts. | PJ | G  | E  | P  | GF | GC | Dif. | Clasificación 2025-26                    |
| ---- | ---------------------- | ---- | -- | -- | -- | -- | -- | -- | ---- | ---------------------------------------- |
| 1    | Thep Xanh Nam Dinh (C) | 57   | 26 | 17 | 6  | 3  | 51 | 18 | +33  | Fase de grupos de la Liga de Campeones 2 |
| 2    | Hà Nội FC              | 49   | 26 | 14 | 7  | 5  | 46 | 25 | +21  |                                          |
| 3    | Cong An Hanoi          | 45   | 26 | 12 | 9  | 5  | 45 | 23 | +22  | Fase de grupos de la Liga de Campeones 2 |
| 4    | The Cong-Viettel       | 44   | 26 | 12 | 8  | 6  | 43 | 29 | +14  |                                          |
| 5    | Hong Linh Ha Tinh      | 36   | 26 | 7  | 15 | 4  | 24 | 20 | +4   |                                          |
| 6    | Hải Phòng              | 35   | 26 | 9  | 8  | 9  | 29 | 27 | +2   |                                          |
| 7    | Becamex Binh Duong     | 32   | 26 | 9  | 5  | 12 | 31 | 40 | −9   |                                          |
| 8    | Đông Á Thanh Hóa       | 31   | 26 | 7  | 10 | 9  | 32 | 33 | −1   |                                          |
| 9    | Hoang Anh Gia Lai      | 29   | 26 | 7  | 8  | 11 | 34 | 41 | −7   |                                          |
| 10   | Ho Chi Minh City FC    | 28   | 26 | 6  | 10 | 10 | 19 | 36 | −17  |                                          |
| 11   | Quang Nam FC           | 26   | 26 | 5  | 11 | 10 | 27 | 36 | −9   |                                          |
| 12   | Song Lam Nghe An       | 26   | 26 | 5  | 11 | 10 | 23 | 36 | −13  |                                          |
| 13   | SHB Đà Nẵng            | 25   | 26 | 5  | 10 | 11 | 24 | 42 | −18  |                                          |
| 14   | Quy Nhơn Bình Định (D) | 21   | 26 | 5  | 6  | 15 | 22 | 43 | −21  |                                          |

Actualizado a los partidos jugados el 22 de junio de 2025.
 Fuente: BeSoccer
Notas:
1. ↑  Campeón de la Copa de Vietnam 2024-25

## Resultados
| Local \ Visitante  | BBD | DTH | HPG | HAN | HNP | HCM | HGL | HHT | QNA | QBD | SDN | SNA | TCV | TND |
| ------------------ | --- | --- | --- | --- | --- | --- | --- | --- | --- | --- | --- | --- | --- | --- |
| Becamex Binh Duong | —   | 1–0 | 1–1 | 0–3 | 1–3 | 3–0 | 4–1 | 2–2 | 0–0 | 2–1 | 1–1 | 2–1 | 1–2 | 1–4 |
| Đông Á Thanh Hóa   | 1–2 | —   | 3–1 | 1–1 | 1–4 | 1–2 | 2–2 | 1–1 | 1–1 | 1–1 | 1–0 | 1–1 | 3–1 | 1–1 |
| Hải Phòng          | 4–2 | 2–1 | —   | 0–0 | 1–1 | 2–0 | 2–0 | 1–0 | 0–1 | 2–0 | 1–0 | 0–0 | 2–3 | 1–2 |
| Hà Nội FC          | 1–0 | 3–1 | 2–2 | —   | 1–1 | 5–1 | 0–1 | 1–1 | 2–1 | 1–0 | 3–2 | 3–0 | 1–2 | 0–3 |
| Cong An Hanoi      | 1–0 | 0–1 | 2–0 | 0–2 | —   | 0–0 | 3–1 | 0–0 | 4–4 | 3–0 | 3–0 | 1–1 | 2–1 | 1–1 |
| Ho Chi Minh City   | 0–2 | 2–2 | 0–2 | 0–2 | 2–1 | —   | 1–0 | 0–1 | 0–0 | 1–0 | 1–0 | 1–1 | 0–0 | 0–3 |
| Hoang Anh Gia Lai  | 4–0 | 1–1 | 1–0 | 0–3 | 1–0 | 2–2 | —   | 0–1 | 3–3 | 1–1 | 2–2 | 2–0 | 2–1 | 0–0 |
| Hong Linh Ha Tinh  | 3–1 | 0–0 | 1–1 | 1–1 | 0–0 | 1–1 | 1–0 | —   | 0–0 | 0–0 | 2–2 | 0–1 | 2–2 | 1–0 |
| Quang Nam          | 1–2 | 1–0 | 1–2 | 1–1 | 0–3 | 3–1 | 0–4 | 2–0 | —   | 1–2 | 3–2 | 1–1 | 0–0 | 0–2 |
| Quy Nhon Binh Dinh | 0–1 | 1–4 | 1–0 | 2–4 | 1–5 | 1–2 | 2–1 | 0–1 | 1–0 | —   | 1–2 | 2–2 | 2–2 | 0–0 |
| SHB Đà Nẵng        | 1–1 | 1–0 | 0–0 | 0–2 | 1–2 | 1–1 | 1–1 | 1–3 | 1–0 | 3–1 | —   | 2–1 | 1–1 | 0–0 |
| Song Lam Nghe An   | 1–0 | 0–1 | 1–0 | 1–2 | 1–1 | 0–0 | 3–2 | 1–1 | 1–1 | 1–0 | 0–0 | —   | 0–5 | 2–3 |
| The Cong-Viettel   | 1–0 | 1–2 | 2–2 | 2–1 | 2–1 | 2–0 | 2–1 | 1–1 | 2–2 | 0–1 | 6–0 | 1–0 | —   | 0–2 |
| Thep Xanh Nam Dinh | 3–1 | 2–1 | 2–0 | 2–1 | 0–3 | 1–1 | 6–1 | 1–0 | 1–0 | 3–1 | 5–0 | 4–1 | 0–1 | —   |

## Máximos goleadores
- Actualizado al 22 de junio de 2025.
| Rank | Jugador            | Club               | Goles |
| ---- | ------------------ | ------------------ | ----- |
| 1    | Lucão do Break     | Hải Phòng          | 14    |
| 1    | Alan Grafite       | Cong An Hanoi      | 14    |
| 1    | Nguyễn Tiến Linh   | Becamex Binh Duong | 14    |
| 4    | Pedro Henrique     | The Cong-Viettel   | 13    |
| 5    | Lucas Ribamar      | Đông Á Thanh Hóa   | 12    |
| 6    | Léo Artur          | Cong An Hanoi      | 10    |
| 6    | Charles Atshimene  | Quang Nam FC       | 10    |
| 8    | João Pedro         | Hà Nội FC          | 9     |
| 9    | Rafaelson Bezerra  | Thep Xanh Nam Dinh | 7     |
| 9    | Nguyễn Văn Quyết   | Hà Nội FC          | 7     |
| 9    | Washington Brandão | Hoang Anh Gia Lai  | 7     |
| 9    | Daniel Passira     | Hà Nội FC          | 7     |